# Wanted (album)
Wanted is een studioalbum van de Duitse muziekgroep RPWL. Het album werd opgenomen in de geluidsstudio van Lang en Wallner (twee oprichters van de band, de L en W uit RPWL), Die Farm genaamd. Thema van het album is een medicijn dat ontdekt zou zijn door Hippocrates, dat de geest vrij zou maken. Ook de theorie van Plato betreffende absolute vrijheid (is de mens daar wel toe in staat) wordt aangehaald. Tevens is het album een aanklacht tegen (fundamentalisme binnen) religie en het klakkeloos napraten daarbinnen ("We only do what God wants us to do"). Alhoewel er bij de critici nog steeds overeenkomsten werden gemeld met de muziek van het latere Pink Floyd, signaleerde men toch ook dat RPWL een steeds eigener geluid kreeg. Het album kreeg vanwege herhalende thema’s het stempel conceptalbum mee. 
Wanted haalde in Duitsland een week lang de Album top 100 (plaats 77).

## Musici
- Yogi Lang – zang, toetsinstrumenten
- Kallé Wallner – gitaar
- Markus Jehle – totesinstrumenten
- Werner Taus – basgitaar
- Marc Turiaux – slagwerk

## Muziek
| Nr. | Titel             | Duur  |
| --- | ----------------- | ----- |
| 1.  | Revelation        | 5:18  |
| 2.  | Swords and guns   | 8:42  |
| 3.  | A clear cut line  | 2:57  |
| 4.  | Wanted            | 4:29  |
| 5.  | Hide and seek     | 5:09  |
| 6.  | Disbelief         | 6:10  |
| 7.  | Misguided thought | 6:07  |
| 8.  | Perfect day       | 6:19  |
| 9.  | The attack        | 11:05 |
| 10. | A new dawn        | 5:34  |